# TV Diário (Fortaleza)
TV Diário é uma emissora de televisão brasileira sediada em Fortaleza, capital do estado do Ceará. Opera no canal 22 (23 UHF digital) e pertence ao Sistema Verdes Mares, um dos maiores conglomerados de mídia do país, do qual também fazem parte a TV Verdes Mares, as rádios FM 93 e Verdinha FM e o portal Diário do Nordeste. É conhecida pela composição de sua programação, com produção inteiramente local, voltada ao público nordestino.

## História
Em 1996, o então presidente do Sistema Verdes Mares, Airton Queiroz, adquiriu, por proposta do diretor do grupo Edilmar Norões, a concessão da TV COM, no canal 22 UHF de Fortaleza, do empresário Anselmo Mororó, que desejava não mais mantê-la. Durante dois anos um projeto de emissora independente foi trabalhado com preparação de equipe e idealização de programação. A TV Diário, nome dado para a estação, entrou no ar em 1.º de julho de 1998. Posteriormente dez sucursais foram abertas no interior do Ceará para a produção de conteúdos jornalísticos ao canal.
A TV Diário contava com um transmissor que cobria um raio de 200 km, levando a emissora a considerar a expansão em território nacional através do carregamento de seu sinal via satélite, o que passou a ser feito em 20 de março de 2001, quando ocupou uma frequência no Brasilsat B1 (posteriormente substituído pelo Star One C2), podendo ser captado via antenas parabólicas na América do Sul. Neste período, a estação também participou de licitações do Ministério das Comunicações para ganhar retransmissoras em outros municípios cearenses, além de conseguir suas primeiras afiliadas pelo país. Em 2005 o canal cobria todo o estado do Ceará através de suas repetidoras.[carece de fontes?]
Em 25 de fevereiro de 2009, a TV Diário retirou seu sinal via satélite nas parabólicas de todo o país. A medida deveu-se a pressões das Organizações Globo sobre o Sistema Verdes Mares, controlador da TV Verdes Mares, afiliada à Rede Globo no estado. Em nota, o grupo afirmou:
| “ | "A TV Globo, como cabeça da Rede Globo, formada por 121 emissoras, procura harmonizar os sinais de VHF e UHF de forma que estes fiquem circunscritos a seus territórios de cobertura. Desta forma, em busca de uma harmonia entre todos e pelo respeito recíproco aos interesses, a atuação da TV Diário estará restrita a seu território de cobertura, não sendo mais captada em territórios de outras afiliadas". | ” |

Sobre o sinal, ressaltou-se que permaneceria "no satélite, cobrindo o estado do Ceará, porém, codificado". Contratados e telespectadores da emissora demonstraram indignação pelo ocorrido, acusando a rede de estar receosa pela expansão nacional do canal.
Em junho daquele ano, o apresentador do Forrobodó, Tony Nunes, deixou a emissora para apresentar um programa na Rede Bandeirantes. No mês seguinte, a então futura TV Verdes Mares Cariri, sucursal da afiliada da Globo no sul do Ceará, começou a contratar profissionais que eram da TV Diário.
Em 2011, a TV Diário adquiriu os direitos de exibição das telenovelas Serras Azuis, Meu Pé de Laranja Lima e Dance, Dance, Dance, da Rede Bandeirantes. No mesmo ano, a emissora acordou uma parceria com a NGT, que possuía sinal em algumas localidades do Brasil, para que alguns de seus programas fossem transmitidos na grade da rede.

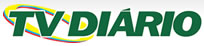
Logotipo utilizado pela emissora de 2005 a 2015

Em 23 de janeiro de 2014, a operadora de TV a cabo NET incluiu o sinal da TV Diário no line-up de suas filiais nas capitais da região Nordeste, além de Fortaleza e João Pessoa, e em Belém, no estado do Pará. A filial de Brasília também adicionou a emissora em sua grade, em dezembro. No mesmo ano, a Oi TV carregou a transmissão do canal através do satélite SES-6, utilizado pela operadora.
Em 2015, a TV Diário reformulou sua identidade visual, e lançou uma nova programação para adaptar-se à transmissão em sinal digital na Região Metropolitana de Fortaleza, iniciada em fevereiro daquele ano. Em 13 de junho de 2016, a emissora lançou seu aplicativo móvel para aparelhos com os sistemas operacionais Android e iOS.
Em 1.º de janeiro de 2018, o canal estreou uma programação com modificações significativas, encerrando grande parte das atrações remanescentes e preenchendo horários com filmes e séries estrangeiros. Em 10 de janeiro, uma campanha para promover os 20 anos da TV Diário, a grade e o slogan A cara do Nordeste foi lançada oficialmente em um evento que reuniu apresentadores, diretores e parceiros comerciais na sede da estação. Em 27 de novembro, a emissora passou a disponibilizar seu sinal para receptores de antenas parabólicas compatíveis com o Sat HD Regional, sendo a primeira vez que pôde ser vista por transmissão aberta via satélite desde a codificação no Star One C2, em 2009. Em 2 de dezembro de 2019, o canal lançou novos programas, priorizando a estreia de produções voltadas ao entretenimento, resgatando formatos antigos e modificando horários de exibição de atrações tradicionais.
Em 4 de outubro de 2021, a emissora passou a arrendar a faixa das madrugadas de sua programação para a Igreja Universal do Reino de Deus, veiculando trinta horas semanais de produções da filial de Fortaleza da organização religiosa. Em 14 de março de 2022, a TV Diário começou a retransmitir simultaneamente parte da programação da Verdinha FM em vídeo.

## Sinal digital
| Canal virtual | Canal digital | Resolução de tela | Programação                        |
| ------------- | ------------- | ----------------- | ---------------------------------- |
| 22.1          | 23 UHF        | 1080i             | Programação principal da TV Diário |

A TV Diário foi autorizada a transmitir em sinal digital pelo canal 23 UHF em Fortaleza através de portaria publicada no Diário Oficial da União em 29 de maio de 2009. A emissora iniciou testes pelo canal com color bars e trechos de sua programação em 23 de janeiro de 2015, lançando-o oficialmente em 9 de fevereiro do mesmo ano para a capital e a região metropolitana.

### Transição para o sinal digital
Com base no decreto federal de transição das emissoras de TV brasileiras do sinal analógico para o digital, a TV Diário, bem como as outras emissoras de Fortaleza, cessou suas transmissões pelo canal 22 UHF em 27 de setembro de 2017, seguindo o cronograma oficial da ANATEL.

## Prêmios
Em 2003, a TV Diário recebeu menção honrosa do Prêmio José Reis de Divulgação Científica e Tecnológica, concedido pelo Conselho Nacional de Desenvolvimento Científico e Tecnológico (CNPq), por sua contribuição à comunidade científica através do programa Conhecer, dividindo-a com a Radiobrás.
Em 2017, venceu a categoria Telejornalismo do I Prêmio ADPEC de Jornalismo, da Associação dos Defensores Públicos do Estado do Ceará, pela série de três reportagens Defesas Coletivas, realizada por Ricardo Mota, Lyana Ribeiro, Thiago de Melo, Ricardo de Melo e Paulino Júnior, e exibida no telejornal Diário na TV, sobre segmentos de atuação do órgão.
Em 2019, ganhou o Prêmio ABMES de Jornalismo na categoria TV Regional com a série de reportagens Além da Vida, veiculada no programa Comando 22, que aborda a doação de corpos para estudo de anatomia nas escolas de medicina do Ceará.
Em 2021, conquistou o primeiro lugar na categoria Telejornalismo do Prêmio Gandhi de Comunicação pela série de três episódios Projeto Elas: Violência Contra a Mulher, transmitida no Diário na TV.

## Glitter:Em Busca de um Sonho
A emissora transmitiu três temporadas do reality show Glitter: Em Busca de um Sonho, conhecido nacionalmente. O programa, pioneiro no Brasil, foi exibido originalmente pela TV Diário ao longo de três temporadas entre 2012 e 2014 e, mais tarde, disponibilizado no YouTube. O primeiro episódio no YouTube alcançou a marca de mais de 350 mil visualizações. Idealizado por Lena Oxa e apresentado por ela ao lado de Ênio Carlos, Glitter destacou-se como o primeiro reality show brasileiro estrelado por drag queens e travestis tendo sido um marco na história do estado do Ceará e do país até hoje.